# الکساندر روگوژکین
الکساندر روگوژکین (روسی: Алекса́ндр Влади́мирович Рого́жкин؛ ۳ اکتبر ۱۹۴۹ – ۲۳ اکتبر ۲۰۲۱) کارگردان فیلم و فیلم‌نامه‌نویس اهل اتحاد جماهیر شوروی و روسیه بود.
وی همچنین برندهٔ جوایزی همچون جورج نقره‌ای برای بهترین کارگردانی، جایزه نیکا بهترین کارگردانی، هنرمند مردمی فدراسیون روسیه، و جایزه عقاب طلایی شده‌است.